# Manuel Patiño Zamudio
Manuel Patiño Zamudio fue un abogado y político peruano que, en la segunda mitad del siglo XIX ejerció por varios periodos la diputación por los departamentos de Huancavelica, Junín y Ayacucho.
En 1876 fue elegido diputado suplente por la provincia de Tayacaja. Luego, en 1878 fue reelegido para ese cargo y también por el mismo cargo para la provincia de Angaraes.
En 1881, como diputado titular por la provincia de Pasco, departamento de Junín formó parte de la Asamblea Nacional de Ayacucho convocada por Nicolás de Piérola luego de la Ocupación de Lima durante la Guerra del Pacífico. Este congreso aceptó la renuncia de Piérola al cargo de Dictador que había tomado en 1879 y lo nombró presidente provisorio. Sin embargo, el desarrollo de la guerra generó la pérdida de poder de Piérola por lo que este congreso no tuvo mayor relevancia.
Participó en la Guerra del Pacífico, en la batalla de Miraflores como parte de la defensa de la ciudad capital. y luego en la Campaña de la Breña como parte de la Ayudantina de Andrés Cáceres. La Ayudantina fue un equipo de ayudantes del general Cáceres en esa campaña.
Luego de la Guerra del Pacífico participó como diputado por esta última provincia en el Congreso reunido en Arequipa, que funcionó del 28 de abril al 20 de julio de 1883, bajo el auspicio del gobierno interino del contralmirante Lizardo Montero.
En 1886 fue elegido nuevamente como diputado por la provincia de Angaraes y en 1889 por la provincia de Parinacochas en el departamento de Ayacucho. Fue reelegido en 1892 ocupando el cargo de diputado por Ayacucho hasta 1894.
En 1903, tal como apunta Jorge Basadre, Patiño Zamudio fue director del Colegio Santa Isabel de Huancayo, cargo que ocupó hasta 1905.